# Chlorisanis basirufofemoralis
Chlorisanis basirufofemoralis là một loài bọ cánh cứng trong họ Cerambycidae.